# Wysoka Mała
Wysoka Mała (prononciation : [vɨˈsɔka ˈmawa]) est un  village polonais de la gmina de Wysoka dans le powiat de Piła de la voïvodie de Grande-Pologne dans le centre-ouest de la Pologne.
Il se situe à environ 3 kilomètres à l'ouest de Wysoka (siège de la gmina), 23 km à l'est de Piła (siège du powiat), et à 86 km au nord de Poznań (capitale de la Grande-Pologne).

## Histoire
De 1975 à 1998, le village faisait partie du territoire de la voïvodie de Piła.

Depuis 1999, Wysoka Mała est situé dans la voïvodie de Grande-Pologne.
Le village possède une population d'environ 390 habitants en 2012.